# Leeds United AFC säsongen 2011/2012
Leeds Uniteds ligasäsong 2011/2012 var lagets andra säsong i följd i Championship av det engelska ligasystemet och resulterade i en klar missräkning för lagets supportrar som hade hoppats på att laget skulle återvända till Premier League igen efter att ha missat slutspelskvalet med minsta möjliga marginal året innan. Istället hamnade laget på en slutlig 14:e plats i ligan efter en i de närmaste katastrofal vårsäsong trots att laget i början av december legat på en meriterande femte plats men där laget tidigt blev avhängt från möjlighet till slutspel efter att bland annat förlorat tre matcher i följd i säsongsavslutning i början av april. 
Fyra spelare spelade över 40 matcher från start: Adam Clayton (45), Ross McCormack (45), Tom Lees (44) och Robert Snodgrass (43). McCormack vann lagets interna skytteliga med 19 mål, följt av Snodgrass med 13 och Luciano Becchio med 11. 
Leeds hade spelat fem träningsmatcher under försäsongen utan att förlora någon men inledde ligasäsongen svagt med två raka förluster. Åtta spelare hade lämnat klubben under sommarens transferfönster samtidigt som fem nya kontrakterades och tre lånades in. Det rådde ett allmänt missnöje bland klubbens supportrar som ansåg att klubben inte förstärkt truppen i den utsträckning som förväntats, speciellt då klubbens två ledande målskyttar, Luciano Becchio och Davide Somma, var långtidsskadade vid säsongsupptakten.
Inför säsongsstarten utsågs Jonathan Howson till ny lagkapten men under transferfönstret i januari  såldes Howson till Norwich City, Andrew Lonergan var lagkapten under ett antal matcher innan Robert Snodgrass utsågs till ny kapten i slutet av februari. Klubben introducerade en ny bortadress i svart som användes för första gången den 21 augusti i matchen mot West Ham. Den 1 februari sparkades manager Simon Grayson efter att laget förlorat hemmamatchen mot Birmingham med 1–4. Ungdomstränare Neil Redfearn utsågs till  tillförordnad manager fram till att Neil Warnock utnämndes till ny manager. 
Leeds inledde ligacupen med en vinster mot Bradford City AFC och Doncaster, men förlorade med 0–3 mot Premier League-laget Manchester United i tredje omgången. I FA-cupen mötte Leeds Arsenal FC, borta i den tredje omgången, som väntat blev Premier League-laget för svåra och det blev förlust med 0–1. När ligasäsongen var slut var Leeds på 14:e plats i tabellen efter en säsongsavslutning med sex förluster på de avslutande nio matcherna. 
Den 30 mars offentliggjorde klubben att de ökat sin finansiella vinst för säsongen 2010/2011. Den totala vinsten uppgick till £3,5 miljoner att jämföras med £2,0 miljoner för föregående år (2009/2010). Vinsten från den operationella verksamheten var £0,9 miljoner. 
Enligt en undersökning publicerad den 24 augusti 2011 av Sportingintelligence hade Leeds de dyraste säsongsbiljettpriserna i Championship samt de femte dyraste i hela ligasystemet (inklusive Premier League). Lagets publikgenomsnitt hemma var 23 283, vilket var fjärde högsta i Championship men drygt 4 000 färre än föregående säsong.

## Klubbfakta

### Ägandeskap
Efter diverse oklarheter om ägandeskapet av Leeds bekräftade klubben den 3 maj 2011 att Bates från och med 26 april 2011 var den nye ägaren till 72,85% av klubbens aktiekapital. Bates ägde 100% av Outro Limited som var registrerat på Nevis, Västindien och som ägde FSF Limited vilka i sin tur ägde 72,85% av aktiekapitalet i Leeds United, vilket gjorde Bates till den kontrollerande aktieägaren. De återstående 27,15% ägdes av fyra icke namngivna aktieägare varav ingen ägde mer än 10% av det totala aktiekapitalet.

### Ekonomi
Klubben gjorde ett starkt finansiellt resultat säsongen 2010/2011 enligt den rapport de offentliggjorde den 30 mars 2012. Leeds United AFC ökade sin vinst för säsongen 2010/2011 (räkenskapsåret som slutade 30 juni 2011). Den totala vinsten uppgick till £3 504 000 att jämföras med £2 072 000 för föregående år (2009/2010). Vinsten från den operationella verksamheten var £939 000.
Klubbens omsättning hade ökat med hela 19% delvis på grund av biljettintäkterna som ökat med 8,3% till £12 711 000.
| Leeds United Football Club Limited       | 2011        | 2010        | I SEK (2011)                                |
| ---------------------------------------- | ----------- | ----------- | ------------------------------------------- |
| Intäkter                                 | £32 678 000 | £27 446 000 | Motsvarar ungefär 340 miljoner kronor (SEK) |
| Total Vinst                              | 0£3 504 000 | 0£2 072 000 | Motsvarar ungefär 37 miljoner kronor (SEK)  |
| Varav vinst från Operationell verksamhet | 0£939 000   | -£1 660 000 | Motsvarar ungefär 10 miljoner kronor (SEK)  |

#### Agentarvoden
Enligt en officiell rapport från The Football League spenderade ligaklubbarna i Championship £18,7 miljoner i arvoden till agenter under säsongen 2011/2012. Av dessa spenderade Leeds £604 286, att jämföras med £788 630 säsongen innan, vilket placerade klubben på tolfte plats över de Championship-klubbar som spenderat mest. Summan var baserad på totalt 45 transaktioner jämfört med 58 föregående säsong. West Ham var den klubb som spenderat mest med £4,3 miljoner, därefter Leicester City med £1 812 371 och Reading med £1 662 163.

## Ligatabell 2011–2012
Leeds placering i sluttabellen Championship säsongen 2011–2012.
| Nr | Lag               | S  | V  | O  | F  | GM | IM | MS  | P  |
| -- | ----------------- | -- | -- | -- | -- | -- | -- | --- | -- |
| 6  | Cardiff City FC   | 46 | 19 | 18 | 9  | 66 | 53 | +13 | 75 |
| 7  | Middlesbrough FC  | 46 | 18 | 16 | 12 | 52 | 51 | +1  | 70 |
| 8  | Hull City FC      | 46 | 19 | 11 | 16 | 47 | 44 | +3  | 68 |
| 9  | Leicester City FC | 46 | 18 | 12 | 16 | 66 | 55 | +11 | 66 |
| 10 | Brighton          | 46 | 17 | 15 | 14 | 52 | 52 | 0   | 66 |
| 11 | Watford FC        | 46 | 16 | 16 | 14 | 56 | 64 | −8  | 64 |
| 12 | Derby County FC   | 46 | 18 | 10 | 18 | 50 | 58 | −8  | 64 |
| 13 | Burnley FC        | 46 | 17 | 11 | 18 | 61 | 58 | +3  | 62 |
| 14 | Leeds United AFC  | 46 | 17 | 10 | 19 | 65 | 68 | −3  | 61 |

|  | The Championship mästare och kvalificerade till Premier League säsongen 2012-2013. |
|  | Direktkvalificerade till Premier League säsongen 2012-2013.                        |
|  | Kvalificerade för playoff till Premier League säsongen 2012-2013.                  |

## Månadsvis summering av säsongen 2011/2012

### Juli 2011
Leeds spelade fem träningsmatcher under juli månad under förberedelserna för den nya säsongen, vilket resulterade i fyra vinster och en oavgjord. Den avslutande träningsmatchen spelades mot Premier League-klubben Newcastle och vanns med 3–2.
Jonathan Howson utsetts till ny lagkapten som därmed efterträdde Richard Naylor som lämnat i slutet av föregående säsong.

### Augusti 2011
Den 1 augusti offentliggjorde klubben de nya tröjnumren inför den kommande säsongen.
Leeds inledde säsongen med en klar förlust (1–3) borta mot Southampton, några dagar senare förlorade de dessutom sin första hemmamatch för säsongen mot Middlesbrough med 0–1 efter att ha avslutat matchen med enbart nio spelare efter utvisningar på Gradel och Howson. I ligacupen gick laget vidare efter att ha besegrat Bradford City med 3–2 i första omgången samt Doncaster med 2–1 i andra omgången.

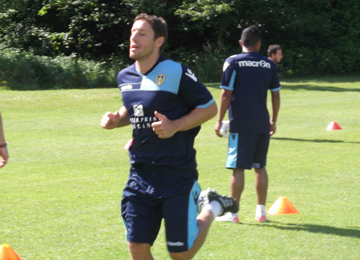
Michael Brown värvades under sommaren.

Leeds introducerade sin nya bortadress, svart med tunna gula ränder och revärer, den 21 augusti i bortamatchen mot West Ham, en match som slutade 2–2 efter att Leeds gjort ett självmål samt missat en straffspark.
Den 30 augusti meddelade klubben att publikfavoriten Max Gradel lämnat in en transferansökan och att klubben accepterat ett anbud från franska AS Saint-Étienne för en transfersumma som inte offentliggjordes. Managern Simon Grayson lät tre unga spelare debutera under säsongens inledande matcher: 20-årige Tom Lees och 18-årige Zac Thompson debuterade båda mot Middlesbrough och 17-årige Charlie Taylor debuterade mot Crystal Palace.
Laget spelade fem ligamatcher under augusti månad vilka resulterade i en vinst, en oavgjord och tre förluster vilket placerade laget på en 19:e plats i tabellen vid slutet av månaden. 

### September 2011
I början av september förstärktes laget med de finska landslagsmännen Mikael Forssell, som debuterade med ett inhopp i matchen mot Crystal Palace, samt Mika Väyrynen. Dessutom lånades Danny Pugh in från Stoke, Pugh har ett tidigare förflutet i Leeds från åren 2004–2006. Luciano Becchio återkom som inhoppare i matchen mot Crystal Palace efter en lång tids frånvaro på grund av skada och gjorde mål efter enbart 12 minuter på planen. 
Som förväntat blev Manchester United övermäktiga i ligacupens tredje omgång, Premier League-laget vann enkelt med 3–0 efter att ha grundlagt segern med tre mål i första halvlek. Matchen spelades inför säsongens högsta publiksiffra 31 031 personer och Mika Väyrynen debuterade som inhoppare. 
Laget var obesegrade i ligan under september, laget spelade tre ligamatcher, två vinster och en oavgjord match, vilket resulterade i en 9:e plats i tabellen vid månadens slut. Notervärt var också att Ross McCormack inledde säsongen med 8 mål på de 8 första ligamatcherna, vilket placerade honom i topp av Championships skytteliga.

### Oktober 2011
Första matchen i månaden med vinst 1–0 hemma mot Portsmouth, det var första matchen för säsongen där Leeds höll nollan och registrerade därefter säsongens första bortavinst i ligan genom att besegra Doncaster med 3–0. Leeds målvakten Lonergan skadad med ett brutet finger mot slutet av matchen, vilket betydde att han kom att vara borta från spel i minst sex veckor. Månadens ligamatcher resulterade 3 vinster, 2 oavgjorda och en förlust vilket placerade laget på en sjunde plats i tabellen efter 14 matcher. Förlusten kom den 16 oktober borta mot Birmingham (0–1) efter att Leeds varit obesegrade i 7 ligamatcher i följd.

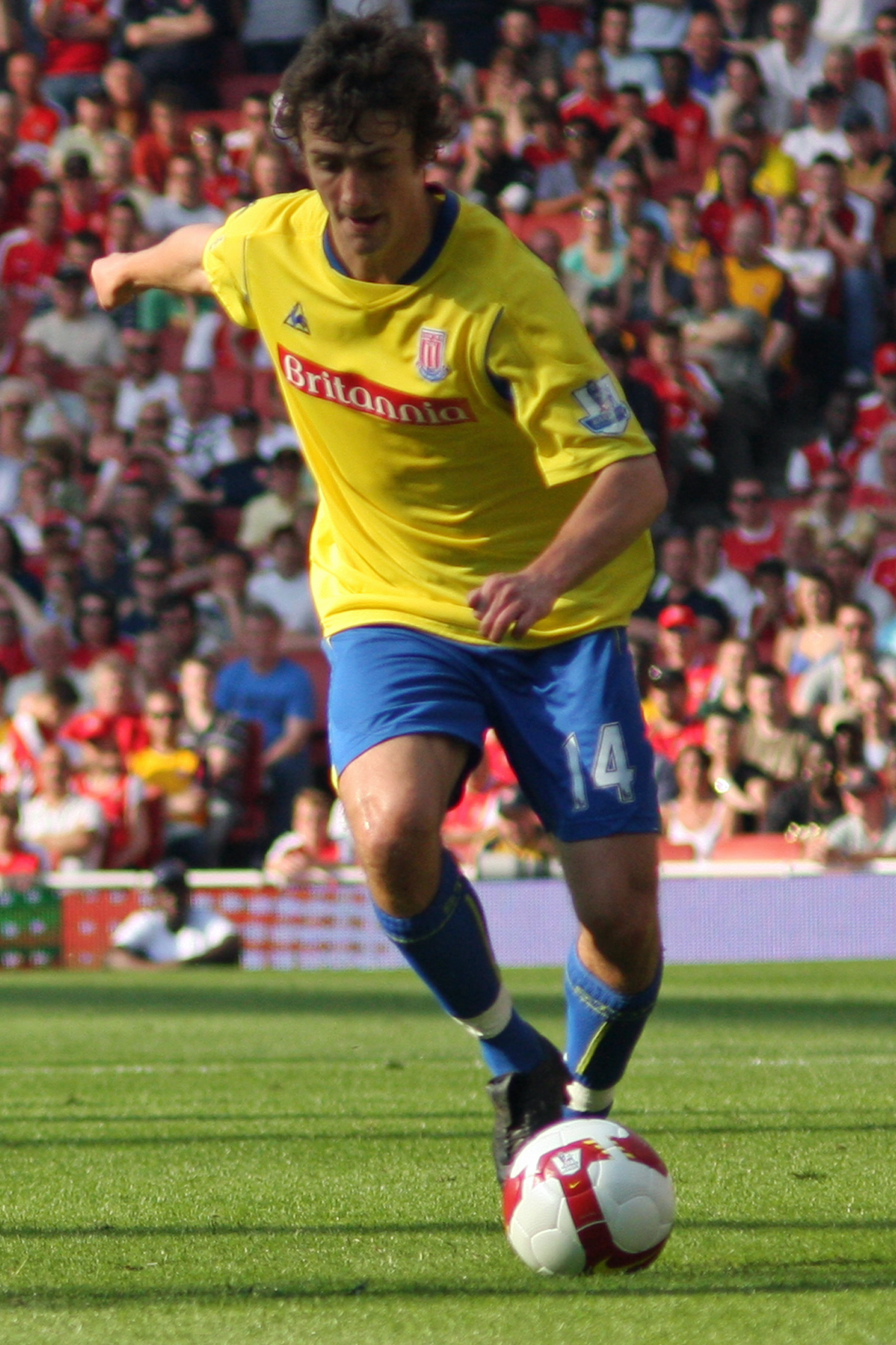
Nyförvärvet Danny Pugh

### November 2011
Leeds inledde månaden med att spela sin 15:e ligamatch hemma mot Blackpool, en match som förlorades med 0–5. Leeds låg under med 0–3 i halvlek efter ett antal öderstigra misstag av målvakten Rachubka som byttes ut i halvtid mot Alex Cairns, som därmed fick göra sin ligadebut. Resultatet kom som en smärre chock för lagets supportrar då det var lagets blott tredje hemmaförlust på ett år och var den största förlust på hemmaplan sedan 8 november 1980, då Arsenal FC vann med samma siffror. Leeds lånade kort därefter in målvakten Alex McCarthy som fick debutera i vinstmatchen mot Leicester den 6 november. Leeds spelade fem matcher under november vilket resulterade i tre vunna bortamatcher och två överraskande hemmaförluster samt en femte plats i tabellen. I månadens sista match borta mot Nottingham Forest ändrade man från spelsystemet 4-4-2 till 4-5-1, en match som vanns med 4–0. 

### December 2011
Inför ligasäsongens största publik vann Leeds första matchen i december med 2–0 mot Millwall, det var lagets första hemmavinst på fem försök. Före matchen hölls en minnesakt för den forne Leeds spelaren Gary Speed. Hans forna mittfältkollegor från mästerskapssäsongen 1991–1992 Gordon Strachan, Gary McAllister och David Batty nedlade en krans vid planen i åminnelse  innan matchen. Robert Snodgrass kvitteringsmål på straff i matchens 94:e minut räddade inte bara Leeds från en förlust borta mot Watford, det var dessutom lagets 2000:e mål i engelska ligans andra division genom tiderna. I matchen blev lagkaptenen Johnny Howson skadad med följd att han blir borta från spel i några månader. 
Laget spelade fem matcher under månaden, de inledde med en vinst, en oavgjort och avslutade med att förlora tre matcher i följd mot lag som låg bakom dem i tabellen, bland annat förlorade de på nyårsafton med 1–4 borta mot Barnsley. Det var lagets sämsta resultat sedan inledningen av säsongen och laget föll från en 5:e till 10:e plats i tabellen. 
I FA-cupen utföll lottningen så att Leeds fick möta Arsenal borta i tredje omgången, det var tredje säsongen i följd som Leeds lottats till en bortamatch mot en klubb från Premier League i FA-cupens tredje omgång och andra året i rad som de fick möta Arsenal borta.Andy Keogh återvände till Wolverhampton efter avslutad låneperiod.

### Januari 2012
Redan på första dagen av januari transfer fönster offentliggjorde Leeds att de kontrakterat Andros Townsend från Tottenham Hotspur på lån för resten av säsongen. Dagen efter meddelade klubben att de skrivit ett 2,5-årskontrakt med Danny Pugh som fram till dess varit i klubben på lån samt att målvakten Alex McCarthy avslutat sin låneperiod i klubben. Leeds inledde det nya året med en dramatisk vinst mot Burnley FC där de gjorde segermålet i 96:e minuten. I matchen skadades vice-kaptenen och mittbacken Patrick Kisnorbo så allvarligt att han blir borta för resten av säsongen.
I FA-cupens tredje omgång ställdes Leeds mot Arsenal borta för andra året i följd, en match där Premier League vann med 1–0 och där Thierry Henry gjorde matchens enda mål i sin första match tillbaka i Arsenal-tröjan som lånespelare. 
Den 25 januari offentliggjorde Leeds att lagkaptenen Johnny Howsons övergång till Norwich City FC var fullbordad och målvakten Andrew Lonergan tar över som ny kapten för laget.
Laget spelade fyra ligamatcher under månaden, vilka resulterade i två vinster, en oavgjord samt en förlust och laget avslutade månaden på en 10:e plats i tabellen efter att ha förlorat hemmamatchen mot Birmingham City med 1–4.

### Februari 2012

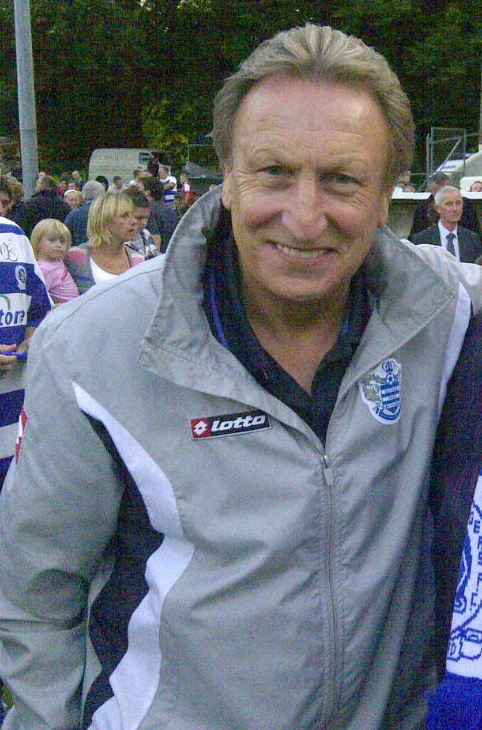
Nye managern Neil Warnock

Den 1 februari meddelar klubben via sin hemsida att samarbetet med managern Simon Grayson och hans tränarstab hade avbrutits och att ungdomstränaren Neil Redfearn tar över som tillfällig manager. Den 18 februari meddelar klubben att Neil Warnock utnämnts till ny manager. som under sin första vecka utsåg Robert Snodgrass till ny lagkapten.
Laget spelade fem ligamatcher under månaden, vilka resulterade i två vinster, en oavgjord samt två förluster vilket innebar en 10:e plats i tabellen.

### Mars 2012
I sin fjärde match som manager för klubben, fick Neil Warnock uppleva sin första seger i matchen borta mot Middlesbrough, som vanns med 2–0. Efter tre raka matcher utan förlust och med bra försvarsspel, där serietvåan West Ham undvek en förlust genom att kvittera Leeds ledning i sista minuten, kom 3–7-förlusten i hemmamatchen mot Nottingham Forest som en blixt från klar himmel. Laget tog sig dock samman och besegrade Millwall borta med 1–0 i påföljande match.
Laget spelade sju ligamatcher under månaden, vilka resulterade i två vinster, två oavgjorda samt tre förluster, ett sammanlagt resultat som innebar att laget tappade gentemot tabelltoppen och en fortsatt 10:e plats i tabellen. 

### April 2012
Leeds inledde månaden med en förlust, 0–2, borta mot Reading som följdes av en ny 0–2-förlust hemma mot Derby. Leeds hade därmed förlorat tre matcher i följd och möjligheterna att ta sig till slutspel var minimala. En vinst hemma mot Peterborough följdes av en förlust borta mot Blackpool med 0–1 varvid möjligheterna till slutspel och uppflyttning definitivt var borta. Laget avslutade säsongen som de började med en förlust hemma mot Leicester och hamnade därmed på en 14:e plats i ligatabellen. De sex matcherna i april resulterade i en vinst, en oavgjord och fyra förluster.

### Maj 2012
Neil Warnock offentliggjorde att han ämnar låta elva spelare lämna klubben genom att sex kontrakterade spelare placeras på transferlistan för att säljas samt att ytterligare fem spelares kontrakt inte kommer att förnyas utan att de släpps som free agents. De sex att säljas var Adam Clayton, Ramón Núñez, Billy Paynter, Paul Connolly, Andy O'Brien och Rachubka, och de fem som släpps var Alex Bruce, Lloyd Sam, Mikael Forssell, Webber samt Maik Taylor.. 

## Match och spelarstatistik 2011/2012

### Spelartruppen 2011/2012
Spelarstatistik efter avslutad säsong 2011/2012.
| Nr | Namn             | Nat              | Landslagsmeriter | Pos | Ålder | Sedan         | Matcher | Mål | T.o.m.        | Transfer | Notering          |
| -- | ---------------- | ---------------- | ---------------- | --- | ----- | ------------- | ------- | --- | ------------- | -------- | ----------------- |
| 1  | Andrew Lonergan  | England          | England U21      | MV  | 41    | 2011          | 038     | 0   | 2014          | £200k    | LUFC news         |
| 2  | Paul Connolly    | England          |                  | F   | 41    | 2010          | 064     | 0   | 2013          | Fri      | LUFC news         |
| 3  | Patrick Kisnorbo | Australien       | Australien       | F   | 43    | 2009          | 057     | 01  | 2013          | Fri      | LUFC news         |
| 4  | Alex Bruce       | England          | Irland           | F   | 40    | 2010          | 034     | 01  | 2012          | £300k    | LUFC news         |
| 5  | Andy O'Brien     | Irland · England | Irland           | F   | 45    | 2010          | 036     | 02  | 2013          | Okänd    | LUFC news         |
| 6  | Robbie Rogers    | USA              | USA              | A   | 37    | jan 2012      | 04      | 0   | jun 2013      | Fri      | LUFC news         |
| 8  | Michael Brown    | England          | England U21      | MF  | 48    | 2011          | 026     | 01  | 2012          | Fri      | LUFC news         |
| 9  | Billy Paynter    | England          |                  | A   | 40    | 2010          | 028     | 03  | 2013          | Fri      | LUFC news         |
| 10 | Luciano Becchio  | Argentina        |                  | A   | 41    | 2008          | 190     | 67  | 2014          | £300k    | News              |
| 15 | Adam Clayton     | England          | England U20      | MF  | 36    | 2010          | 050     | 06  | 2013          | Okänd    | LUFC news         |
| 16 | Danny Pugh       | England          |                  | MF  | 42    | 2004 sep 2011 | 093     | 08  | 2006 jun 2014 | Okänd    | LUFC news         |
| 18 | Mikael Forssell  | Finland          | Finland          | A   | 43    | 2011          | 017     | 0   | maj 2012      | Fri      | LUFC news         |
| 20 | Ramón Núñez      | Honduras         | Honduras         | MF  | 39    | 2010          | 025     | 05  | 2015          | Fri      | LUFC news         |
| 22 | Tom Lees         | England          |                  | F   | 34    | 2008          | 044     | 02  | 2015          | Ungdom   | LUFC news         |
| 23 | Robert Snodgrass | Skottland        | Skottland        | A   | 37    | 2008          | 191     | 42  | 2013          | £35k     | BBC news          |
| 25 | Danny Webber     | England          | England U20      | A   | 43    | 28 feb 2012   | 013     | 01  | maj 2012      | Lån      | LUFC news         |
| 26 | Leigh Bromby     | England          |                  | F   | 44    | 2009          | 064     | 01  | 2013          | £250k    | LUFC news         |
| 27 | Davide Somma     | Sydafrika        | Sydafrika        | A   | 39    | 2009          | 034     | 12  | 2014          | Fri      | LUFC news         |
| 28 | Aidan White      | England · Irland | Irland U21       | F   | 33    | 2008          | 065     | 0   | 2012          | Ungdom   | LUFC news         |
| 29 | Zac Thompson     | England          |                  | F   | 32    | 2011          | 011     | 0   | 2013          | Fri      | BBC newsLUFC news |
| 30 | Alex Cairns      | England          |                  | MV  | 32    | 2011          | 01      | 0   | 2014          | Ungdom   | LUFC news         |
| 31 | Charlie Taylor   | England          | England U19      | F   | 31    | 2011          | 04      | 0   | 2014          | Ungdom   | LUFC news         |
| 33 | Paul Robinson    | England          | England U21      | F   | 46    | 2012          | 010     | 0   | 2012          | Lån      | LUFC news         |
| 44 | Ross McCormack   | Skottland        | Skottland        | A   | 38    | 2010          | 070     | 21  | 2013          | £350k    | LUFC news         |
| 48 | Darren O'Dea     | Irland           | Irland           | F   | 38    | 2011          | 038     | 02  | maj 2012      | Lån      | LUFC news         |

Ovanstående tröjnummer var de senast publicerade av klubben . Övrig spelarstatistik innefattar enbart tävlingsmatcher i ligan (inklusive slutspel), FA-cupen, Ligacupen och Football League Trophy för Leeds och är uppdaterad till och med 17 maj 2012 (det vill säga, efter avslutad säsong). Landslagsmeriter = innefattar enbart den högsta nivå spelaren representerat sitt land. Matcher = det totala antal matcher som spelaren medverkat i dvs spelat från start eller blivit inbytt. Mål innefattar mål i samtliga turneringar. Fri = spelaren kontrakterades på s.k. Free transfer, Lån = spelaren har temporärt lånats in från en annan klubb, Ungdom= spelare som avancerat från klubbens egen ungdomsverksamhet. Positioner: A = Anfallsspelare, MV = Målvakt, MF = Mittfältare, F = Försvarsspelare.

### Spelarstatistik säsongen 2011/2012
Innefattar enbart matcher från den avslutade säsongen 2011/2012.
| Lonergan                                                                         | 01 | MV | 38  | 38  |    | 35  |    | 01 |   | 02 |   |           |
| Connolly                                                                         | 02 | F  | 25  | 30  |    | 28  |    |    |   | 02 |   |           |
| Kisnorbo                                                                         | 03 | F  | 19  | 21  |    | 19  |    |    |   | 02 |   |           |
| Bruce                                                                            | 04 | F  | 08  | 08  |    | 08  |    |    |   |    |   |           |
| O'Brien                                                                          | 05 | F  | 04  | 06  |    | 04  |    |    |   | 02 |   |           |
| Rogers                                                                           | 06 | A  | 01  | 04  |    | 04  |    |    |   |    |   |           |
| Väyrynen                                                                         | 07 | MF | 03  | 12  |    | 10  |    | 01 |   | 01 |   |           |
| Brown                                                                            | 08 | MF | 22  | 26  | 01 | 24  | 01 | 01 |   | 01 |   |           |
| Paynter                                                                          | 09 | A  | 02  | 05  | 02 | 05  | 02 |    |   |    |   |           |
| Becchio                                                                          | 10 | A  | 27  | 43  | 11 | 41  | 11 | 01 |   | 01 |   |           |
| Clayton                                                                          | 15 | MF | 45  | 46  | 06 | 43  | 06 | 01 |   | 02 |   |           |
| Pugh                                                                             | 16 | MF | 32  | 35  | 02 | 34  | 02 | 01 |   |    |   |           |
| Forssell                                                                         | 18 | A  | 01  | 17  |    | 15  |    | 01 |   | 01 |   |           |
| Parker                                                                           | 19 | F  | 01  | 01  |    |     |    |    |   | 01 |   |           |
| Núñez                                                                            | 20 | A  | 09  | 23  | 05 | 19  | 01 | 01 |   | 03 | 4 |           |
| Lees                                                                             | 22 | F  | 44  | 44  | 02 | 42  | 02 | 01 |   | 01 |   |           |
| Snodgrass                                                                        | 23 | MF | 43  | 44  | 13 | 43  | 13 |    |   | 01 |   |           |
| Webber                                                                           | 25 | A  | 02  | 13  | 01 | 13  | 01 |    |   |    |   |           |
| Bromby                                                                           | 26 | F  | 08  | 12  |    | 10  |    |    |   | 02 |   |           |
| Somma                                                                            | 27 | A  |     |     |    |     |    |    |   |    |   |           |
| White                                                                            | 28 | F  | 38  | 39  |    | 36  |    | 01 |   | 02 |   |           |
| Thompson                                                                         | 29 | MF | 09  | 11  |    | 09  |    | 01 |   | 01 |   |           |
| Cairns                                                                           | 30 | MV | 0   | 01  |    | 01  |    |    |   |    |   |           |
| C Taylor                                                                         | 31 | F  | 02  | 04  |    | 02  |    |    |   | 02 |   |           |
| Robinson                                                                         | 33 | F  | 09  | 10  |    | 10  |    |    |   |    |   |           |
| McCormack                                                                        | 44 | A  | 45  | 49  | 19 | 45  | 18 | 01 |   | 03 | 1 |           |
| O'Dea                                                                            | 48 | F  | 38  | 38  | 02 | 35  | 02 | 01 |   | 02 |   |           |
| Spelare som representerat klubben under säsongen men som nu är utlånad           |    |    |     |     |    |     |    |    |   |    |   |           |
| Sam                                                                              | 11 | MF | 05  | 19  |    | 17  |    |    |   | 02 |   |           |
| Rachubka                                                                         | 12 | MV | 06  | 07  |    | 06  |    |    |   | 01 |   |           |
| M Taylor                                                                         | 24 | MV |     |     |    |     |    |    |   |    |   |           |
| Spelare som lånats in och representerat klubben under säsongen men som nu lämnat |    |    |     |     |    |     |    |    |   |    |   |           |
| Smith                                                                            | 14 | F  | 03  | 03  |    | 03  |    |    |   |    |   |           |
| Townsend                                                                         | 17 | MF | 06  | 07  | 01 | 06  | 01 | 01 |   |    |   |           |
| Delph                                                                            | 25 | MF | 05  | 05  |    | 05  |    |    |   |    |   |           |
| Keogh                                                                            | 38 | A  | 19  | 24  | 02 | 22  | 02 |    |   | 02 |   | LUFC news |
| McCarthy                                                                         | 21 | MV | 06  | 06  |    | 06  |    |    |   |    |   | LUFC news |
| Spelare som representerat klubben under säsongen men som nu lämnat               |    |    |     |     |    |     |    |    |   |    |   |           |
| Gradel                                                                           | 07 | A  | 04  | 05  | 01 | 04  | 01 |    |   | 01 |   |           |
| Howson                                                                           | 14 | MF | 22  | 22  | 01 | 19  | 01 |    |   | 03 |   |           |
| Totalt                                                                           |    |    |     |     |    |     |    |    |   |    |   |           |
| Totalt                                                                           |    |    | 539 | 666 | 69 | 609 | 64 | 14 | 0 | 43 | 5 |           |

### Den vanligaste laguppställningen
| Under augusti-september: 38Keogh 44McCormack 7Gradel14Howson (c) 15Clayton23Snodgrass 28White48O'Dea 3Kisnorbo22Lees 1Lonergan | Under oktober månad: 38Keogh 44McCormack 16Pugh14Howson (c) 15Clayton23Snodgrass 28White48O'Dea 22Lees2Connolly 12Rachubka | Under november: 10Becchio 28White14Howson (c) 15Clayton23Snodgrass 8Brown 16Pugh3Kisnorbo 22Lees2Connolly 21McCarthy | Mot slutet av december: 10Becchio 44McCormack 16Pugh8Brown 15Clayton23Snodgrass 28White48O'Dea 3Kisnorbo (c)22Lees 1Lonergan |

| Under januari: 10Becchio 44McCormack 16Pugh8Brown 15Clayton17Townsend 28White48O'Dea 22Lees29Thompson 1Lonergan (c) | Under februari: 10Becchio 44McCormack 28White25Delph 15Clayton23Snodgrass 16Pugh48O'Dea 22Lees14Smith 1Lonergan (c) | Under mars: 10Becchio 44McCormack 23Snodgrass (c)8Brown 15Clayton28White 33Robinson48O'Dea 22Lees2Connolly 1Lonergan | Under april: 10Becchio 44McCormack 16Pugh8Brown 20Núñez23Snodgrass (c) 33Robinson48O'Dea 22Lees2Connolly 1Lonergan |

Den vanligaste laguppställningen var den "ordinarie" laguppställningen baserad på spelsystemen 4-4-2 och 4-5-1 som använts under säsongen 2011/2012. 
De namngivna spelarna var de som förekommit oftast på respektive position.

### Ledande målskyttar
Leeds interna skytteliga.
| Namn             | Nr | Nat       | Pos | Mål Ligan | Mål FA-cupen | Mål Ligacupen | Mål Totalt | Notering |
| ---------------- | -- | --------- | --- | --------- | ------------ | ------------- | ---------- | -------- |
| Ross McCormack   | 44 | Skottland | A   | 18        | 0            | 1             | 19         |          |
| Robert Snodgrass | 23 | Skottland | MF  | 13        | 0            | 0             | 13         |          |
| Luciano Becchio  | 10 | Argentina | A   | 11        | 0            | 0             | 11         |          |
| Adam Clayton     | 15 | England   | MF  | 06        | 0            | 0             | 06         |          |
| Ramón Núñez      | 20 | Honduras  | MF  | 01        | 0            | 4             | 05         |          |
| Danny Pugh       | 16 | England   | MF  | 02        | 0            | 0             | 02         |          |
| Tom Lees         | 22 | England   | F   | 02        | 0            | 0             | 02         |          |
| Darren O'Dea     | 48 | Irland    | F   | 02        | 0            | 0             | 02         |          |
| Andy Keogh       | 38 | Irland    | A   | 02        | 0            | 0             | 02         |          |

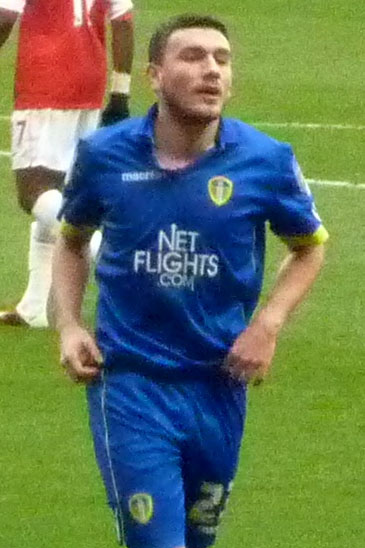
Robert Snodgrass utsågs till Neil Warnocks nye lagkapten i februari och Årets spelare i Leeds i april.

Innefattar enbart tävlingsmatcher under pågående säsong. 

### Lagkaptener
| Namn             | Nr | Nat        | Pos | Matcher som kapten | Notering   |
| ---------------- | -- | ---------- | --- | ------------------ | ---------- |
| Robert Snodgrass | 23 | Skottland  | MF  | 13                 | Lagkapten  |
| Andrew Lonergan  | 1  | England    | MV  | 08                 |            |
| Jonathan Howson  | 14 | England    | MF  | 22                 | LUFC news  |
| Patrick Kisnorbo | 3  | Australien | F   | 06                 | Vicekapten |

Innefattar enbart tävlingsmatcher under pågående säsong. 

## Utmärkelser

### Leeds Uniteds interna utmärkelser

#### Klubbens officiella utmärkelser som Årets spelare, etc
Följande priser delades efter för säsongen 2011/12.
- Årets spelare: Robert Snodgrass
- Spelarnas val till Årets spelare: Robert Snodgrass
- Årets unge spelare: Tom Lees
- Årets mål: Adam Clayton (vs Leicester City 6 Nov 2011)
- Utmärkelse för Främsta samhällsbidrag: Aidan White och Leigh Bromby
- Ordförandens Specialutmärkelse: Neil Redfearn

### Externa utmärkelser

#### Veckans spelare (Championship)
Följande Leeds spelare har under säsongen blivit invalda i The Football League officiella veckans lag i Championship.
- Aug 20-21: Darren O'Dea[55]
- Sep 17: Adam Clayton[56]
- Sep 23-24: Ross McCormack[57]
- Okt 1-3: Danny Pugh[58]
- Okt 17: Tom Lees och Ross McCormack[59]
- Dec 3-4: Tom Lees, Danny Pugh och Robert Snodgrass[60]
- Jan 16: Andros Townsend[61]
- Feb 6: Robert Snodgrass[62]
- Feb 18: Adam Clayton[63]
- Mar 12: Andy Lonergan och Darren O'Dea[64]
- Mar 26: Andy Lonergan[65]
- Apr 16: Tom Lees[66]

## Spelartransaktioner

### Nya spelare som köpts eller kontrakteras inför och under säsongen
| Namn            | Status     | Nat        | Pos | Nr | Ålder | Från                 | Fönster     | Kontrakt t.o.m. | Summa | Källa/Notering |
| --------------- | ---------- | ---------- | --- | -- | ----- | -------------------- | ----------- | --------------- | ----- | --- |
| Paul Rachubka   | Free agent | USA        | MV  | 12 | 30    | Blackpool FC         | Sommar 2011 | 2013            | Fri   | ”LUFCnews”. www.leedsunited.com. 23 juni 2011. http://www.leedsunited.com/news/20110623/united-capture-goalkeeper_2247585_2381126. |
| Michael Brown   | Free agent | England    | MF  | 8  | 34    | Portsmouth FC        | Sommar 2011 | 2012            | Fri   | ”LUFCnews”. www.leedsunited.com. 11 juli 2011. http://www.leedsunited.com/news/20110711/brown-signs-up-for-united_2247585_2390460. |
| Andrew Lonergan | Köp        | England    | MV  | 1  | 27    | Preston North End FC | Sommar 2011 | 2014            | £200  | ”LUFCnews”. www.leedsunited.com. 25 juli 2011. http://www.leedsunited.com/news/20110725/lonergan-joins-united_2247585_2401481. |
| Mikael Forssell | Free agent | Finland    | A   | 18 | 30    | Hannover 96          | Sommar 2011 | maj 2012        | Fri   | ”LUFCnews”. www.leedsunited.com. 8 september 2011. http://www.leedsunited.com/news/20110908/forssell-signs-for-united_2247585_2444880. Läst 9 september 2011. |
| Mika Väyrynen   | Free agent | Finland    | MF  | 7  | 29    | SC Heerenveen        | Sommar 2011 | maj 2012        | Fri   | ”LUFCnews”. www.leedsunited.com. 13 september 2011. http://www.leedsunited.com/news/20110913/international-midfielder-signs_2247585_2449861. Läst 13 september 2011. |
| Maik Taylor     | Free agent | Nordirland | MV  | 24 | 40    | Birmingham           | nov 2011    | maj 2012        | Fri   | ”LUFCnews”. www.leedsunited.com. 24 november 2011. http://www.leedsunited.com/news/20111124/goalkeeper-signs-up-for-united_2247585_2526125. Läst 25 november 2011.”LUFCnews”. www.leedsunited.com. 6 januari 2012. http://www.leedsunited.com/news/20120106/deal-agreed-for-maik-to-stay-on_2247585_2568169. |
| Danny Pugh      | Köp        | England    | MF  | 16 | 29    | Stoke City           | jan 2012    | jun 2014        | Okänd | ”LUFCnews”. www.leedsunited.com. 22 september 2011. http://www.leedsunited.com/news/20110922/united-seal-pugh-return_2247585_2458412.”Skysport”. www.skysports.com. 2 januari 2012. http://www1.skysports.com/football/news/12691/7406834/Pugh-pens-Leeds-contract. Läst 3 januari 2012.                     |
| Robbie Rogers   | Free agent | USA        | F   | 6  | 24    | Columbus Crew        | jan 2012    | jun 2013        | Fri   | ”LUFCnews”. www.leedsunited.com. 26 januari 2012. http://www.leedsunited.com/news/20120126/robbie-to-return-for-keeps_2247585_2589258. |

### Spelare som lånades IN under säsongen
| Namn            | Nat     | Pos | Nr | Ålder | Från                 | Fr.o.m      | T.o.m.      | Källa/Notering |
| --------------- | ------- | --- | -- | ----- | -------------------- | ----------- | ----------- | --- |
| Darren O'Dea    | Irland  | F   | 48 | 38    | Celtic FC            | 4 aug 2011  | maj 2012    | ”LUFCnews”. www.leedsunited.com. 4 augusti 2011. http://www.leedsunited.com/news/20110804/darrens-complete-and-ready-to-go_2247585_2410446. |
| Andy Keogh      | Irland  | A   | 38 | 38    | Wolverhampton        | 15 aug 2011 | 31 dec 2011 | ”LUFCnews”. www.leedsunited.com. 15 augusti 2011. http://www.leedsunited.com/news/20110815/striker-keogh-returns-to-leeds_2247585_2420682. |
| Alex McCarthy   | England | MV  | 21 | 35    | Reading FC           | nov 2011    | 2 jan 2012  | ”LUFCnews”. www.leedsunited.com. 4 november 2011. http://www.leedsunited.com/news/20111104/england-under-21-keeper-joins-on-loan_2247585_2505567.”Goalkeeper loan extended (engelska)”. www.leedsunited.com. 12 december 2011. http://www.leedsunited.com/news/20111212/goalkeeper-loan-extended_2247585_2545045. Läst 12 december 2011. |
| Andros Townsend | England | MF  | 17 | 33    | Tottenham Hotspur FC | 1 jan 2012  | 23 feb 2012 | ”LUFCnews”. www.leedsunited.com. 1 januari 2012. http://www.leedsunited.com/news/20120101/tottenham-star-joins-united_2247585_2562839. |
| Fabian Delph    | England | MF  | 25 | 35    | Aston Villa FC       | 20 jan 2012 | 25 feb 2012 | ”LUFCnews”. www.leedsunited.com. 20 januari 2012. Arkiverad från originalet den 22 januari 2012. https://web.archive.org/web/20120122091654/http://www.leedsunited.com/news/20120120/delph-returns-to-united_2247585_2582890. |
| Adam Smith      | England | F   | 14 | 33    | Tottenham Hotspur FC | 31 jan 2012 | 27 feb 2012 | ”LUFCnews”. www.leedsunited.com. 31 januari 2012. http://www.leedsunited.com/news/20120131/tottenham-defender-joins-up_2247585_2594013. |
| Danny Webber    | England | A   | 25 | 43    |                      | 28 feb 2012 | maj 2012    | ”LUFCnews” (på engelska). www.leedsunited.com. 28 februari 2012. http://www.leedsunited.com/news/20120228/danny-boy-signs-united-deal_2247585_2626876. |
| Paul Robinson   | England | F   | 33 | 46    | Bolton               | 6 mar 2012  | 30 apr 2012 | ”LUFC news” (på engelska). www.leedsunited.com. 6 mars 2012. http://www.leedsunited.com/news/20120306/premier-league-defender-joins-united_2247585_2635323. |

### Spelare som lånades UT under säsongen
| Namn           | Nat              | Pos | Nr | Ålder | Till                                | Fr.o.m                 | T.o.m.                  | Källa/Notering |
| -------------- | ---------------- | --- | -- | ----- | ----------------------------------- | ---------------------- | ----------------------- | --- |
| Billy Paynter  | England          | A   | 9  | 40    | Brighton                            | 27 okt 2011            | 2 jan 2012              | ”LUFCnews”. www.leedsunited.com. 2 juni 2010. http://www.leedsunited.com/news/20100602/billys-the-boy-_2247585_2063633. Läst 25 juli 2011. ”LUFCnews”. www.leedsunited.com. 27 okt 2011. Arkiverad från originalet den 29 oktober 2011. https://web.archive.org/web/20111029015435/http://www.leedsunited.com/news/20111027/striker-joins-seagulls-in-loan-deal_2247585_2496736. |
| Paul Rachubka  | USA · England    | MV  | 12 | 43    | Tranmere Rovers FC Leyton Orient FC | 24 nov 2011 6 mar 2012 | 28 jan 2012 30 apr 2012 | ”LUFCnews”. www.leedsunited.com. 24 november 2011. http://www.leedsunited.com/news/20111124/loan-deal-for-united-keeper_2247585_2526741.”LUFCnews”. www.leedsunited.com. 3 januari 2012. Arkiverad från originalet den 8 januari 2012. https://web.archive.org/web/20120108064200/http://www.leedsunited.com/news/20120103/keeper-extends-tranmere-stay_2247585_2564583.         |
| Alex Bruce     | Irland · England | F   | 4  | 40    | Huddersfield Town FC                | 24 nov 2011            | 29 dec 2011             | ”LUFCnews”. www.leedsunited.com. 24 november 2011. http://www.leedsunited.com/news/20111124/bruce-moves-out-in-loan-deal_2247585_2526671. |
| Charlie Taylor | England          | F   | 31 | 31    | Bradford City AFC                   | 1 jan 2012             | 31 jan 2012             | ”LUFCnews”. www.leedsunited.com. 1 januari 2012. http://www.leedsunited.com/news/20120101/taylor-joins-bantams-on-loan_2247585_2562869. |
| Ben Parker     | England          | F   | 19 | 37    | Carlisle United FC                  | 26 jan 2012            | 26 feb 2012             | ”LUFCnews”. www.leedsunited.com. 26 januari 2012. http://www.leedsunited.com/news/20120126/defender-heads-north-on-loan_2247585_2589443. |
| Alex Cairns    | England          | MV  | 30 | 32    | Barrow                              | 31 jan 2012            | 29 feb 2012             | ”LUFCnews”. www.leedsunited.com. 31 januari 2012. http://www.leedsunited.com/news/20120131/goalkeeper-joins-barrow-on-loan_2247585_2595049. |
| Maik Taylor    | Nordirland       | MV  | 24 | 40    | Millwall FC                         | mar 2012               | maj 2012                | ”LUFCnews”. www.leedsunited.com. 12 mars 2012. Arkiverad från originalet den 15 mars 2012. https://web.archive.org/web/20120315014307/http://www.leedsunited.com/news/20120312/goalkeeper-joins-lions-on-loan_2247585_2654783. |
| Lloyd Sam      | England          | MF  | 11 | 40    | Notts County FC                     | 14 mar 2012            | 31 maj 2012             | ”LUFCnews”. www.leedsunited.com. 14 mars 2012. http://www.leedsunited.com/news/20120314/sam-joins-notts-on-loan_2247585_2658501. |

### Spelare som lämnade inför eller under säsongen
| Nr | Namn              | Nat             | Pos | Ålder | Sedan    | Matcher | Mål | Lämnade                          | Transfer                 | Källa/Notering |
| -- | ----------------- | --------------- | --- | ----- | -------- | ------- | --- | -------------------------------- | ------------------------ | --- |
| 1  | Kasper Schmeichel | Danmark         | MV  | 24    | 2010     | 040     | 0   | 2011-06-27 (Leicester City FC)   | Såld för £1,5M           | ”LUFCnews”. www.leedsunited.com. 27 juni 2011. http://www.leedsunited.com/news/20110627/schmeichel-completes-foxes-switch_2247585_2382546.                                                                                  |
| 6  | Richard Naylor    | England         | F   | 34    | 2009     | 076     | 04  | 2011-05-09 (Doncaster Rovers FC) | Kontraktet avslutat, Fri | ”LUFCnews”. www.leedsunited.com. 9 maj 2011. http://www.leedsunited.com/news/20110509/captain-set-for-elland-road-exit_2247585_2356214.                                                                                     |
| 8  | Neil Kilkenny     | Australien      | MF  | 25    | 2008     | 144     | 11  | 2011-06-27 (Bristol City FC)     | Kontraktet avslutat, Fri | ”LUFCnews”. www.leedsunited.com. 27 maj 2011. http://www.leedsunited.com/news/20110527/kilkenny-set-for-united-exit_2247585_2367252.                                                                                        |
| 12 | Shane Higgs       | England         | MV  | 33    | 2009     | 029     | 0   | 2011-05-09                       | Kontraktet avslutat, Fri | ”LUFCnews”. www.leedsunited.com. 9 maj 2011. http://www.leedsunited.com/news/20110509/goalkeeper-higgs-to-depart-leeds_2247585_2356221.                                                                                     |
| 16 | Bradley Johnson   | England         | MF  | 24    | 2008     | 140     | 17  | 2011-05-26 (Norwich City FC)     | Kontraktet avslutat, Fri | ”LUFCnews”. www.leedsunited.com. 26 maj 2011. http://www.leedsunited.com/news/20110526/bradley-johnson-set-to-move-on_2247585_2366894.                                                                                      |
| 13 | Mike Grella       | USA             | A   | 24    | 2009     | 042     | 05  | 2011-08-31                       | Kontraktet avbrutet, Fri | ”LUFCnews”. www.leedsunited.com. 31 augusti 2011. Arkiverad från originalet den 5 mars 2016. https://web.archive.org/web/20160305075056/http://www.leedsunited.com/news/20110831/grella-contract-cancelled_2247585_2437220. |
| 21 | Federico Bessone  | Argentina       | F   | 27    | 2010     | 08      | 0   | 2011-08-31 (Swansea City FC)     | Kontraktet avbrutet, Fri | ”LUFCnews”. www.leedsunited.com. 31 augusti 2011. http://www.leedsunited.com/news/20110831/bessone-makes-swansea-return_2247585_2438027.                                                                                    |
| 7  | Max Gradel        | Elfenbenskusten | MF  | 23    | 2009     | 081     | 25  | 2011-08-31 (AS Saint-Étienne)    | Okänd                    | ”LUFCnews”. www.leedsunited.com. 30 augusti 2011. http://www.leedsunited.com/news/20110830/gradel-departs-after-transfer-request_2247585_2436793.                                                                           |
| 14 | Jonathan Howson   | England         | MF  | 23    | 2006     | 225     | 28  | 25 jan 2012 (Norwich City FC)    | £2,5 M                   | ”LUFCnews”. www.leedsunited.com. 25 januari 2012. http://www.leedsunited.com/news/20120124/jonny-the-biggest-decision-of-my-life_2247585_2587450. Läst 25 januari 2012.                                                     |
| 19 | Ben Parker        | England         | F   | -1983 | 2007     | 055     | 01  | apr 2012                         | Kontraktet avslutat, Fri | ”LUFCnews”. www.leedsunited.com. 16 april 2012. http://www.leedsunited.com/news/20120416/duo-set-to-leave-elland-road_2247585_2737035.                                                                                      |
| 7  | Mika Väyrynen     | Finland         | MF  | 30    | Sep 2011 | 012     | 0   | apr 2012                         | Kontraktet avslutat, Fri | ”LUFCnews”. www.leedsunited.com. 16 april 2012. http://www.leedsunited.com/news/20120416/duo-set-to-leave-elland-road_2247585_2737035.                                                                                      |

## Säsongens matchfakta

### The Championship
| 1 06 aug 2011 | Southampton                          | 3–1     | Leeds United        | St Mary's Stadium                |  |  |
| 17:20 (BST)   | Hammond 10′ Lallana 25′ Connolly 52′ | Rapport | Gradel 90+5′ (str.) | Publik: 25 860 Domare: K. Wright |  |  |
|               |                                      |         |                     |                                  |  |  |

| 2 13 aug 2011 | Leeds United                    | 0–1     | Middlesbrough                | Elland Road                      |  |  |
| 15:00         | Gradel 10', 26' Howson xx', 59' | Rapport | Emnes 67′ McMahon 10', 45+2' | Publik: 25 650 Domare: A. Taylor |  |  |
|               |                                 |         |                              |                                  |  |  |

| 3 16 aug 2011 | Leeds United                                   | 4–1     | Hull City       | Elland Road                        |  |  |
| 19:45         | McCormack 17′ Lees 40′ Snodgrass 47′ Núñez 68′ | Rapport | Lees 21′ (sjm.) | Publik: 22 363 Domare: E. Ilderton |  |  |
|               |                                                |         |                 |                                    |  |  |

| 4 21 aug 2011 | West Ham United             | 2–2     | Leeds United                       | Upton Park                       |  |  |
| 13:15         | Cole 6′ Kisnorbo 62′ (sjm.) | Rapport | McCormack 59′ Clayton 90+1′ Gradel | Publik: 28 252 Domare: M. Oliver |  |  |
|               |                             |         |                                    |                                  |  |  |

| 5 27 aug 2011 | Ipswich Town             | 2–1     | Leeds United            | Portman Road                       |  |  |
| 15:00         | Scotland 77′ Andrews 90′ | Rapport | McCormack 34′ White 48' | Publik: 19 758 Domare: Andy D'Urso |  |  |
|               |                          |         |                         |                                    |  |  |

| 6 10 sep 2011 | Leeds United                  | 3–2     | Crystal Palace            | Elland Road                         |  |  |
| 15:00         | McCormack 8′, 84′ Becchio 71′ | Rapport | McCarthy 12′ Scannell 21′ | Publik: 23 916 Domare: S. Mathieson |  |  |
|               |                               |         |                           |                                     |  |  |

| 7 17 sep 2011 | Leeds United                          | 2–1     | Bristol City | Elland Road                      |  |  |
| 15:00         | Clayton 3′ McCormack 86′ Kisnorbo 64' | Rapport | Kilkenny 11′ | Publik: 22 655 Domare: F. Graham |  |  |
|               |                                       |         |              |                                  |  |  |

| 8 23 sep 2011 | Brighton                          | 3–3     | Leeds United                   | The Amex                          |  |  |
| 19:45         | Mackail-Smith 48′, 85′ Barnes 60′ | Rapport | Keogh 19′ McCormack 24′, 90+2′ | Publik: 20 646 Domare: L. Probert |  |  |
|               |                                   |         |                                |                                   |  |  |

| 9 1 okt 2011 | Leeds United | 1–0     | Portsmouth | Elland Road                      |  |  |
| 15:00        | Pugh 14′     | Rapport |            | Publik: 22 467 Domare: N. Miller |  |  |
|              |              |         |            |                                  |  |  |

| 10 14 okt 2011 | Doncaster Rovers | 0–3     | Leeds United                    | Keepmoat                         |  |  |
| 19:45          |                  | Rapport | Pugh 20′ McCormack 51′ Lees 64′ | Publik: 12 962 Domare: K. Friend |  |  |
|                |                  |         |                                 |                                  |  |  |

| 11 18 okt 2011 | Leeds United | 1–1     | Coventry City | Elland Road                      |  |  |
| 19:45          | O'Dea 26′    | Rapport | Wood 90+3′    | Publik: 21 528 Domare: A. Haines |  |  |
|                |              |         |               |                                  |  |  |

| 12 22 okt 2011 | Peterborough United               | 2–3     | Leeds United                     | London Road Stadium              |  |  |
| 12:00          | Zakuani 23′ Little 88′ Tomlin 36' | Rapport | Keogh 4′ Clayton 54′ O'Dea 90+5′ | Publik: 12 880 Domare: K. Stroud |  |  |
|                |                                   |         |                                  |                                  |  |  |

| 13 26 okt 2011 | Birmingham City | 1–0     | Leeds United | St Andrew's                   |  |  |
| 19:45          | Žigić 35′       | Rapport |              | Publik: 21 426 Domare: C. Foy |  |  |
|                |                 |         |              |                               |  |  |

| 14 30 okt 2011 | Leeds United  | 1–1     | Cardiff City | Elland Road                      |  |  |
| 13:15          | Snodgrass 70′ | Rapport | Mason 16′    | Publik: 20 270 Domare: Phil Dowd |  |  |
|                |               |         |              |                                  |  |  |

| 15 2 nov 2011 | Leeds United | 0–5     | Blackpool                                    | Elland Road                    |  |  |
| 19:45         | Lees 25'     | Rapport | LuaLua 12′, 64′ Shelvey 26′ (str.), 30′, 77′ | Publik: 22 423 Domare: R. East |  |  |
|               |              |         |                                              |                                |  |  |

| 16 6 nov 2011 | Leicester City | 0–1     | Leeds United | King Power Stadium                 |  |  |
| 15:00         |                | Rapport | Clayton 69′  | Publik: 27 720 Domare: O. Langford |  |  |
|               |                |         |              |                                    |  |  |

| 17 19 nov 2011 | Burnley       | 1–2     | Leeds United       | Turf Moor                           |  |  |
| 12:45          | Rodriguez 10′ | Rapport | Snodgrass 77′, 87′ | Publik: 17 226 Domare: S. Mathieson |  |  |
|                |               |         |                    |                                     |  |  |

| 18 26 nov 2011 | Leeds United  | 1–2     | Barnsley                          | Elland Road                         |  |  |
| 15:00          | McCormack 55′ | Rapport | Vaz Tê 27′ Davies 43′ Perkins 88' | Publik: 25 900 Domare: G. Salisbury |  |  |
|                |               |         |                                   |                                     |  |  |

| 19 29 nov 2011 | Nottingham Forest | 0–4     | Leeds United                                     | City Ground                       |  |  |
| 19:45          | Reid 78'          | Rapport | Snodgrass 20′ Howson 45′ Becchio 49′ Clayton 66′ | Publik: 23 577 Domare: D. Deadman |  |  |
|                |                   |         |                                                  |                                   |  |  |

| 20 3 dec 2011 | Leeds United       | 2–0     | Millwall | Elland Road                     |  |  |
| 12:30         | Snodgrass 62′, 65′ | Rapport |          | Publik: 27 161 Domare: M Oliver |  |  |
|               |                    |         |          |                                 |  |  |

| 21 10 dec 2011 | Watford                     | 1–1     | Leeds United           | Vicarage Road                      |  |  |
| 15:00          | Michael Kightly 28′ Sordell | Rapport | Snodgrass 90+5′ (str.) | Publik: 13 573 Domare: E. Ilderton |  |  |
|                |                             |         |                        |                                    |  |  |

| 22 17 dec 2011 | Leeds United | 0–1     | Reading   | Elland Road                      |  |  |
| 15:00          |              | Rapport | Church 2′ | Publik: 23 162 Domare: C Webster |  |  |
|                |              |         |           |                                  |  |  |

| 23 26 dec 2011 | Derby County | 1–0     | Leeds United | Pride Park     |  |  |
| 13:00          | Ward 67′     | Rapport |              | Publik: 33 010 |  |  |
|                |              |         |              |                |  |  |

| 24 31 dec 2011 | Barnsley                        | 4–1     | Leeds United  | Oakwell                          |  |  |
| 13:00          | Vaz Te 16′, 51′, 72′ Davies 61′ | Rapport | Becchio 90+1′ | Publik: 17 499 Domare: Swarbrick |  |  |
|                |                                 |         |               |                                  |  |  |

| 25 2 jan 2012 | Leeds United                      | 2–1     | Burnley                 | Elland Road                    |  |  |
| 15:00         | Easton 88′ (sjm.) McCormack 90+6′ | Rapport | Austin 68′ Trippier 30' | Publik: 27 295 Domare: M Brown |  |  |
|               |                                   |         |                         |                                |  |  |

| 26 14 jan 2012 | Crystal Palace              | 1–1     | Leeds United  | Selhurst Park                  |  |  |
|                | Martin 6′ Scannell 15', 44' | Rapport | Snodgrass 63′ | Publik: 17 796 Domare: D Coole |  |  |
|                |                             |         |               |                                |  |  |

| 27 21 jan 2012 | Leeds United                              | 3–1     | Ipswich                | Elland Road                         |  |  |
|                | Snodgrass 73′ McCormack 81′ Becchio 90+2′ | Rapport | Drury 35′ McCarthy 71' | Publik: 22 844 Domare: G Eltringham |  |  |
|                |                                           |         |                        |                                     |  |  |

| 28 31 jan 2012 | Leeds United  | 1–4     | Birmingham               | Elland Road                   |  |  |
|                | McCormack 19′ | Rapport | Zigic 31′, 61′, 64′, 67′ | Publik: 19 628 Domare: M Dean |  |  |
|                |               |         |                          |                               |  |  |

| 29 4 feb 2012 | Bristol City                | 0–3     | Leeds United                            | Ashton Gate                      |  |  |
|               | Wilson 44' Bolasie 55', 57' | Rapport | Snodgrass 40′ McCormack 79′ Becchio 90′ | Publik: 15 257 Domare: Linington |  |  |
|               |                             |         |                                         |                                  |  |  |

| 30 11 feb 2012 | Leeds United | 1–2     | Brighton & Hove                  | Elland Road                        |  |  |
| 15:00          | Becchio 78′  | Rapport | Mackail-Smith 76′ Navarro 90+1′< | Publik: 23 171 Domare: G Sailsbury |  |  |
|                |              |         |                                  |                                    |  |  |

| 31 14 feb 2012 | Coventry                                      | 2–1     | Leeds United  | Ricoh Arena                     |  |  |
| 19:45          | McSheffrey 20′ (str.) McSheffrey 90+2′ (str.) | Rapport | McCormack 30′ | Publik: 15 704 Domare: P Miller |  |  |
|                |                                               |         |               |                                 |  |  |

| 32 18 feb 2012 | Leeds United                             | 3–2     | Doncaster         | Elland Road                     |  |  |
|                | Townsend 53′ McCormack 80′ Clayton 90+9′ | Rapport | Bagayoko 30′, 52′ | Publik: 21 181 Domare: K Stroud |  |  |
|                |                                          |         |                   |                                 |  |  |

| 33 25 feb 2012 | Portsmouth | 0–0     | Leeds United | Fratton Park                   |  |  |
|                |            | Rapport |              | Publik: 17 571 Domare: P Gibbs |  |  |
|                |            |         |              |                                |  |  |

| 34 3 mar 2012 | Leeds United | 0–1     | Southampton | Elland Road                     |  |  |
|               |              | Rapport | Lambert 15′ | Publik: 20 901 Domare: N Miller |  |  |
|               |              |         |             |                                 |  |  |

| 35 6 mar 2012 | Hull City | 0–0     | Leeds United | KC Stadium                       |  |  |
|               |           | Rapport |              | Publik: 22 676 Domare: S Attwell |  |  |
|               |           |         |              |                                  |  |  |

| 36 11 mar 2012 | Middlesbrough | 0–2     | Leeds United              | Riverside                      |  |  |
| 12:15          | Robson 85'    | Rapport | Snodgrass 18′ Becchio 27′ | Publik: 21 301 Domare: Boyeson |  |  |
|                |               |         |                           |                                |  |  |

| 37 17 mar 2012 | Leeds United | 1–1     | West Ham    | Elland Road                     |  |  |
|                | Becchio 84′  | Rapport | Collins 89′ | Publik: 33 366 Domare: P Walton |  |  |
|                |              |         |             |                                 |  |  |

| 38 20 mar 2012 | Leeds United                              | 3–7     | Nottingham                                                   | Elland Road                       |  |  |
| 19:45          | Snodgrass 5′ (str.) Brown 52′ Becchio 54′ | Rapport | Guerdiora 7′ McCleary 45′, 56′, 58′, 71′ Blackstock 51′, 81′ | Publik: 21 367 Domare: E Ilderton |  |  |
|                |                                           |         |                                                              |                                   |  |  |

| 39 24 mar 2012 | Millwall  | 0–1     | Leeds United  | The New Den                      |  |  |
| 15:00          | Henderson | Rapport | McCormack 65′ | Publik: 14 309 Domare: L Probert |  |  |
|                |           |         |               |                                  |  |  |

| 40 31 mar 2012 | Leeds United      | 0–2     | Watford         | Elland Road                     |  |  |
|                | Connolly 63', 93' | Rapport | Iwelumo 6′, 89′ | Publik: 21 766 Domare: P Tierny |  |  |
|                |                   |         |                 |                                 |  |  |

| 41 6 apr 2012 | Reading            | 2–0     | Leeds United | Madejski Stadium                  |  |  |
| 13:00 BST     | Le Fondre 83′, 90′ | Rapport | Tompson 13'  | Publik: 22 775 Domare: D Drysdale |  |  |
|               |                    |         |              |                                   |  |  |

| 42 9 apr 2012 | Leeds United | 0–2     | Derby County          | Elland Road                       |  |  |
| 15:00 BST     | Brown 25'    | Rapport | Bryson 32′ Davies 65′ | Publik: 21 363 Domare: O Langford |  |  |
|               |              |         |                       |                                   |  |  |

| 43 14 apr 2012 | Leeds United                        | 4–1     | Peterborough | Elland Road                       |  |  |
| 15:00 BST      | Paynter 45′, 73′ McCormack 47′, 48′ | Rapport | Newell 37′   | Publik: 19 469 Domare: D Phillips |  |  |
|                |                                     |         |              |                                   |  |  |

| 44 17 apr 2012 | Blackpool | 1–0     | Leeds United   | Bloomfield Road                |  |  |
|                | Angel 80′ | Rapport | O'Dea 44', 85' | Publik: 14 134 Domare: T Bates |  |  |
|                |           |         |                |                                |  |  |

| 45 21 apr 2012 | Cardiff   | 1–1     | Leeds United | Cardiff City Stadium            |  |  |
| 12:30          | Mason 42′ | Rapport | Becchio 74′  | Publik: 25 109 Domare: M Halsey |  |  |
|                |           |         |              |                                 |  |  |

| 46 28 apr 2012 | Leeds United | 1–2     | Leicester City               | Elland Road                       |  |  |
|                | Webber 81′   | Rapport | Waghorn 38′ Panayiotou 90+2′ | Publik: 25 600 Domare: D McDermid |  |  |
|                |              |         |                              |                                   |  |  |

#### Tabellplacering under säsongen
Nedanstående tabeller visar Leeds United placering i Championship efter varje spelad ligamatch.
| Omgång    | 1  | 2  | 3  | 4  | 5  | 6  | 7  | 8 | 9  | 10 | 11 | 12 | 13 | 14 | 15 | 16 | 17 | 18 | 19 | 20 | 21 | 22 | 23 | 24 | 25 | 26 | 27 | 28 | 29 | 30 | 31 | 32 | 33 | 34 | 35 | 36 | 37 | 38 | 39 | 40 | 41 | 42 | 43 | 44 | 45 | 46 |
| --------- | -- | -- | -- | -- | -- | -- | -- | - | -- | -- | -- | -- | -- | -- | -- | -- | -- | -- | -- | -- | -- | -- | -- | -- | -- | -- | -- | -- | -- | -- | -- | -- | -- | -- | -- | -- | -- | -- | -- | -- | -- | -- | -- | -- | -- | -- |
| Spelplats | B  | H  | H  | B  | B  | H  | H  | B | H  | B  | H  | B  | B  | H  | H  | B  | B  | H  | B  | H  | B  | H  | B  | B  | H  | B  | H  | H  | B  | H  | B  | H  | B  | H  | B  | B  | H  | H  | B  | H  | H  | H  | H  | B  | B  | H  |
| Resultat  | F  | F  | V  | O  | F  | V  | V  | O | V  | V  | O  | V  | F  | O  | F  | V  | V  | F  | V  | V  | O  | F  | F  | F  | V  | O  | V  | F  | V  | F  | F  | V  | O  | F  | O  | V  | O  | F  | V  | F  | F  | V  | V  | F  | O  | F  |
| Position  | 23 | 23 | 13 | 13 | 19 | 12 | 11 | 9 | 11 | 5  | 10 | 5  | 5  | 7  | 10 | 7  | 5  | 5  | 5  | 5  | 6  | 6  | 8  | 10 | 8  | 11 | 9  | 10 | 9  | 10 | 11 | 10 | 10 | 10 | 10 | 10 | 10 | 10 | 10 | 12 | 12 | 12 | 12 | 12 | 13 | 14 |

#### Matchsummering
| Football League Championship | Football League Championship | Football League Championship | Football League Championship | Football League Championship | Football League Championship | Football League Championship | Football League Championship | Football League Championship | Football League Championship | Football League Championship | Football League Championship | Football League Championship | Football League Championship | Football League Championship | Football League Championship | Football League Championship | Football League Championship | Football League Championship | Football League Championship | Football League Championship | Football League Championship |
| Placering                    | Placering                    | Hemma                        | Hemma                        | Hemma                        | Hemma                        | Hemma                        | Hemma                        | Borta                        | Borta                        | Borta                        | Borta                        | Borta                        | Borta                        | Totalt                       | Totalt                       | Totalt                       | Totalt                       | Totalt                       | Totalt                       | Totalt                       | Totalt                       |
| Lag                          | Pos                          | M                            | V                            | O                            | F                            | GM                           | IM                           | M                            | V                            | O                            | F                            | GM                           | IM                           | M                            | V                            | O                            | F                            | GM                           | IM                           | MS                           | PO                           |
| ---------------------------- | ---------------------------- | ---------------------------- | ---------------------------- | ---------------------------- | ---------------------------- | ---------------------------- | ---------------------------- | ---------------------------- | ---------------------------- | ---------------------------- | ---------------------------- | ---------------------------- | ---------------------------- | ---------------------------- | ---------------------------- | ---------------------------- | ---------------------------- | ---------------------------- | ---------------------------- | ---------------------------- | ---------------------------- |
| Leeds                        | 14                           | 23                           | 9                            | 3                            | 11                           | 34                           | 41                           | 23                           | 8                            | 7                            | 8                            | 31                           | 27                           | 46                           | 17                           | 10                           | 19                           | 65                           | 68                           | -3                           | 61                           |

Pos=Tabellplacering, M=Matcher, V=Vunna, O=Oavgjorda, F=Förlorade, GM=Gjorda mål, IM=Insläppta mål, MS=Målskillnad, PO=Poäng

### FA-cupen
Leeds FA-cupmatcher under säsongen.
| 3:e omgången 9 jan 2012 | Arsenal           | 1–0     | Leeds United | Emirates Stadium                     |  |  |
| 19:45                   | Thierry Henry 78′ | Rapport |              | Publik: 59 615 Domare: M Clattenburg |  |  |
|                         |                   |         |              |                                      |  |  |

### Ligacupen (Carling Cup)
Leeds ligacupmatcher under säsongen.
| 1:a omgången 9 aug 2011 | Leeds United                 | 3–2                 | Bradford City         | Elland Road                       |  |  |
| 20:45 (CET)             | Núñez 46′, 75′ McCormack 70′ | Rapport 1 Rapport 2 | Compton 31′ Flynn 57′ | Publik: 17 667 Domare: C. Webster |  |  |
|                         |                              |                     |                       |                                   |  |  |

| 2:a omgången 23 aug 2011 | Doncaster Rovers | 1–2                 | Leeds United   | Keepmoat Stadium               |  |  |
| 20:45                    | Hayter 2′        | Rapport 1 Rapport 2 | Núñez 30′, 83′ | Publik: 8 505 Domare: M. Brown |  |  |
|                          |                  |                     |                |                                |  |  |

| 3:e omgången 20 sep 2011 | Leeds United | 0–3                 | Manchester United         | Elland Road                     |  |  |
| 20:45                    |              | Rapport 1 Rapport 2 | Owen 15′, 32′ Giggs 45+1′ | Publik: 31 031 Domare: M. Jones |  |  |
|                          |              |                     |                           |                                 |  |  |

### Försäsongens  träningsmatcher
Leeds spelade följand träningsmatcher under förberedelserna för den nya säsongen.
| 13 jul 2011 | Falkirk | 0–2     | Leeds United                     | Falkirk Stadium                    |  |  |
| 20:45 (CET) |         | Rapport | Scobbie 37′ (sjm.) Snodgrass 53′ | Publik: 2 065 Domare: C Charleston |  |  |
|             |         |         |                                  |                                    |  |  |

| 16 jul 2011 | Motherwell | 1–2     | Leeds United        | Fir Park                       |  |  |
| 16:00       | Murphy 39′ | Rapport | Bruce 68′ Núñez 75′ | Publik: 4 798 Domare: W Collum |  |  |
|             |            |         |                     |                                |  |  |

| 19 jul 2011 | Rochdale | 0–1     | Leeds United | Spotland Stadium               |  |  |
| 20:30       |          | Rapport | Gradel 30′   | Publik: 3 935 Domare: A Haines |  |  |
|             |          |         |              |                                |  |  |

| 23 jul 2011 | Sheffield Wednesday | 1–1     | Leeds United      | Hillsborough Stadium            |  |  |
| 14:00       | Prutton 8′          | Rapport | Gradel 84′ (str.) | Publik: 9 028 Domare: M Haywood |  |  |
|             |                     |         |                   |                                 |  |  |

| 26 jul 2011 | Sandefjord | 1–1     | Leeds United | Adeccoligaen     |  |  |
| 20:00       | Stokke 87′ | Rapport | Núñez 90′    | Domare: A Haines |  |  |
|             |            |         |              |                  |  |  |

| 31 jul 2011 | Leeds United                    | 3–2     | Newcastle United         | Elland Road    |  |  |
| 15:00       | Kisnorbo 5′ Sam 67′ Paynter 85′ | Rapport | S. Taylor 35′ Vučkić 77′ | Publik: 20 457 |  |  |
|             |                                 |         |                          |                |  |  |

## Leeds United Dream Team – 2011 års utgåva
Tidningen Yorkshire Evening Post utlyste en omröstning där de bad sina läsare utse den bäste Leeds spelaren genom tiderna på varje position i laget. Omröstningen resulterade i nedanstående lag som presenterades i ett antal artiklar om spelarna. 
| Nr | Land      | Pos | Namn |
| -- | --------- | --- | --- |
| 1  | England   | MV  | Nigel Martyn (Målvakt) (”Nigel Martyn interview”. Yorkshire Evening Post. 1 september 2011. Arkiverad från originalet den 25 september 2011. https://web.archive.org/web/20110925100758/http://www.yorkshireeveningpost.co.uk/sport/leeds-united/latest-whites-news/leeds_united_dream_team_goalkeeper_nigel_martyn_interview_1_3734763. Läst 11 okt 2011.)                                                             |
| 2  | England   | F   | Paul Reaney (Högerback) (”Your favourite right back revealed”. Yorkshire Evening Post. 30 september 2011. Arkiverad från originalet den 15 oktober 2011. https://web.archive.org/web/20111015062420/http://www.yorkshireeveningpost.co.uk/sport/leeds-united/latest-whites-news/leeds_united_dream_team_your_favourite_right_back_revealed_1_3407997. Läst 11 okt 2011.)                                                |
| 3  | England   | F   | Terry Cooper (Vänsterback) (”Terry Cooper interview”. Yorkshire Evening Post. 4 okt 2011. Arkiverad från originalet den 15 oktober 2011. https://web.archive.org/web/20111015083909/http://www.yorkshireeveningpost.co.uk/sport/leeds-united/latest-whites-news/leeds_united_dream_team_left_back_terry_cooper_interview_1_3656277. Läst 11 okt 2011.)                                                                  |
| 4  | Skottland | MF  | Billy Bremner (Kapten,Mittfältare) (”Captain Billy Bremner was a class act”. Yorkshire Evening Post. 23 juli 2011. http://www.yorkshireeveningpost.co.uk/sport/leeds-united/latest-whites-news/leeds_united_dream_team_central_midfield_captain_billy_bremner_was_a_class_act_1_3609826. Läst 11 okt 2011.) |
| 5  | Sydafrika | F   | Lucas Radebe (Centerback) (”Radebe’s a Chief among men”. Yorkshire Evening Post. 30 september 2011. Arkiverad från originalet den 15 oktober 2011. https://web.archive.org/web/20111015073518/http://www.yorkshireeveningpost.co.uk/sport/leeds-united/latest-whites-news/leeds_united_dream_team_centre_back_radebe_s_a_chief_among_men_1_3666427. Läst 11 okt 2011.)                                                  |
| 6  | England   | F   | Norman Hunter (Centerback) (”Hunter was more than just a hatchet man INTERVIEW”. Yorkshire Evening Post. 3 okt 2011. Arkiverad från originalet den 15 oktober 2011. https://web.archive.org/web/20111015081431/http://www.yorkshireeveningpost.co.uk/sport/leeds-united/latest-whites-news/leeds_united_dream_team_centre_back_hunter_was_more_than_just_a_hatchet_man_interview_1_3665951. Läst 11 okt 2011.)          |
| 7  | Skottland | MF  | Peter Lorimer (Högerytter) (”I knew I was right man for Revie - Lorimer INTERVIEW”. Yorkshire Evening Post. 1 augusti 2011. Arkiverad från originalet den 30 oktober 2011. https://web.archive.org/web/20111030160930/http://www.yorkshireeveningpost.co.uk/sport/leeds-united/latest-whites-news/leeds_united_dream_team_right_winger_i_knew_i_was_right_man_for_revie_lorimer_interview_1_3656268. Läst 11 okt 2011.) |
| 8  | England   | A   | Allan Clarke (Innerforward) (”Your favourite centre forwards revealed”. Yorkshire Evening Post. 11 juli 2011. Arkiverad från originalet den 2 september 2011. https://web.archive.org/web/20110902063548/http://www.yorkshireeveningpost.co.uk/sport/leeds-united/latest-whites-news/leeds_united_dream_team_your_favourite_centre_forwards_revealed_1_3542167. Läst 11 okt 2011.)                                      |
| 9  | Wales     | A   | John Charles (Centreforward) (”Your favourite centre forwards revealed”. Yorkshire Evening Post. 11 juli 2011. Arkiverad från originalet den 2 september 2011. https://web.archive.org/web/20110902063548/http://www.yorkshireeveningpost.co.uk/sport/leeds-united/latest-whites-news/leeds_united_dream_team_your_favourite_centre_forwards_revealed_1_3542167. Läst 11 okt 2011.)                                     |
| 10 | Irland    | MF  | John Giles (Mittfältare) (”Johnny Giles interview”. Yorkshire Evening Post. 22 juli 2011. Arkiverad från originalet den 2 augusti 2011. https://web.archive.org/web/20110802033607/http://www.yorkshireeveningpost.co.uk/sport/leeds-united/latest-whites-news/leeds_united_dream_team_central_midfield_johnny_giles_interview_1_3608024. Läst 11 okt 2011.)                                                            |
| 11 | Skottland | MF  | Eddie Gray (Vänsterytter) (”Eddie Gray interview”. Yorkshire Evening Post. 20 juli 2011. Arkiverad från originalet den 23 juli 2011. https://web.archive.org/web/20110723003713/http://www.yorkshireeveningpost.co.uk/sport/leeds-united/latest-whites-news/leeds_united_dream_team_left_winger_eddie_gray_interview_1_3598149. Läst 11 okt 2011.)                                                                      |

## Publikgenomsnitt 2011/2012
Lagets publikgenomsnitt hemma, som var fjolårets högsta bland samtliga lag i Championship, var efter årets säsong 23 283, vilket är drygt 4 000 färre än föregående säsong och enbart fjärde högsta i Championship.

## Biljettpriser 2011/2012

### Matchbiljetter
Nedanstående priser är ordinarie biljettpris för en vuxen person på Leeds Uniteds hemmamatcher säsongen 2011/2012.
| Läktarsektion                 | Typ   | Pris per Kategori | Pris per Kategori | Pris per Kategori | Notering                               |
| Läktarsektion                 | Typ   | C                 | B                 | A                 | Notering                               |
| ----------------------------- | ----- | ----------------- | ----------------- | ----------------- | -------------------------------------- |
| Familjesektionen              | Vuxen | £20               | £24               | £27               | Motsvarar ungefär 205-275 kronor (SEK) |
| Östra centrala nedre & Västra | Vuxen | £28               | £34               | £38               | Motsvarar ungefär 290-390 kronor (SEK) |
| Norra & Södra                 | Vuxen | £20               | £26               | £31               | Motsvarar ungefär 205-320 kronor (SEK) |
| Bremner Suite                 | Vuxen | £32               | £38               | £40               | Motsvarar ungefär 330-410 kronor (SEK) |

### Säsongsbiljetter
Enligt en undersökning publicerad av Sportingintelligence så har Leeds de dyraste säsongsbiljettpriserna i Championship samt den femte dyraste i hela ligasystemet inklusive Premier League.  
Nedanstående priser är ordinarie säsongsbiljettpris för en vuxen person, det vill säga biljett till samtliga hemmamatcher i ligan för Leeds Uniteds säsongen 2011/2012. Klubben sålde slut på de sista säsongsbiljetterna den 16 aug 2011.
| Läktarsektion        | Typ   | Pris | Notering                             |
| -------------------- | ----- | ---- | ------------------------------------ |
| Familjesektionen     | Vuxen | £550 | Motsvarar ungefär 5 650 kronor (SEK) |
| Östra centrala nedre | Vuxen | £750 | Motsvarar ungefär 7 700 kronor (SEK) |
| Norra                | Vuxen | £612 | Motsvarar ungefär 6 300 kronor (SEK) |
| Västra               | Vuxen | £750 | Motsvarar ungefär 7 700 kronor (SEK) |
| Bremner Suite        | Vuxen | £812 | Motsvarar ungefär 8 350 kronor (SEK) |